# Castillon, Canton d'Arthez-de-Béarn
Castillon (Canton d'Arthez-de-Béarn) är en kommun i departementet Pyrénées-Atlantiques i regionen Nouvelle-Aquitaine i sydvästra Frankrike. Kommunen ligger i kantonen Arthez-de-Béarn som tillhör arrondissementet Pau. År 2022 hade Castillon (Canton d'Arthez-de-Béarn) 336 invånare.

## Befolkningsutveckling
Antalet invånare i kommunen Castillon (Canton d'Arthez-de-Béarn)
| Referens: INSEE |